# Martha Muñoz

Martha Munoz mit Eidechse

Martha Monica Muñoz (meist: Martha M. Muñoz, * Mai 1985) ist eine US-amerikanische Evolutionsbiologin und Associate Professor für Ökologie und Evolutionsbiologie an der Yale University. Sie ist außerdem stellvertretende Kuratorin der Abteilung für Wirbeltierzoologie am Yale Peabody Museum.

## Leben
Martha Muñoz wuchs in Manhattan als Tochter kubanischer Einwanderer auf. Sie studierte an der Boston University (Bachelor-Grad in Biologie, 2007) und 2007/2008 im Rahmen eines Fulbright-Stipendiums am Museo Nacional de Ciencias Naturales in Madrid. Sie promovierte 2014 an der Harvard University im Fachgebiet Organismic and Evolutionary Biology und arbeitete im Anschluss daran als Postdoc an der Australian National University (2014/2015) und der Duke University (2015–2017). 2017 wechselte sie als Assistant Professor an die Virginia Polytechnic Institute and State University (bis 2019), von 2019 bis 2025 war sie Assistant Professor am Department of Ecology and Evolutionary Biology der Yale University. Seit 2025 ist sie an gleicher Stelle Associate Professor.
Muñoz erforscht insbesondere den Einfluss von Biomechanik und Verhalten auf die Evolution von Reptilien, Amphibien und Fischen. 2024 erhielt sie für ihre Forschungen zu den „Motoren und Bremsen der Evolution“ ein  MacArthur Fellowship.

## Schriften (Auswahl)
- Eric D. Crandall, M. Elizabeth Jones, Martha M. Muñoz, Bolanle Akinronbi, Mark V. Erdmann und Paul H. Barber: Comparative phylogeography of two seastars and their ectosymbionts within the Coral Triangle. In: Molecular Ecology. Band 17, Nr. 24, 2008, S. 5276-5290, doi:10.1111/j.1365-294x.2008.03995.x.
- Martha M. Muñoz, Maureen A. Stimola, Adam C. Algar, Asa Conover, Anthony J. Rodriguez, Miguel A. Landestoy, George S. Bakken und Jonathan B. Losos: Evolutionary stasis and lability in thermal physiology in a group of tropical lizards. In: Proceedings of the Royal Society B: Biological Sciences. Band 281, Nr. 1778, 2014, 20132433, doi:10.1098/rspb.2013.2433.
- Martha Monica Muñoz: A multidimensional perspective on the role of behavior in evolution. Doctoral dissertation, Harvard University, 2014. Zusammenfassung.
- Martha M. Muñoz und Craig Moritz: Adaptation to a changing world: Evolutionary resilience to climate change. Kapitel 16 in: Jonathan B. Losos, Richard E. Lenski (Hrsg.): How Evolution Shapes Our Lives: Essays on Biology and Society. Princeton University Press, 2016, S. 238-252, doi:10.2307/j.ctv7h0s6j.20.
- Martha M. Muñoz und Jonathan B. Losos: Thermoregulatory Behavior Simultaneously Promotes and Forestalls Evolution in a Tropical Lizard. In: The American Naturalist. Band 191, Nr. 1, 2018, doi:10.1086/694779.
- Martha M. Muñoz und Brooke L. Bodensteiner: Janzen’s Hypothesis Meets the Bogert Effect: Connecting Climate Variation, Thermoregulatory Behavior, and Rates of Physiological Evolution. In: Integrative Organismal Biology. Band 1, Nr. 1, 2019, oby002, doi:10.1093/iob/oby002.
- Brooke L. Bodensteiner, Gustavo A. Agudelo-Cantero, A. Z. Andis Arietta, Alex R. Gunderson, Martha M. Muñoz, Jeanine M. Refsnider und Eric J. Gangloff: Thermal adaptation revisited: How conserved are thermal traits of reptiles and amphibians? In: Journal of Experimental Zoology Part A: Ecological and Integrative Physiology. Band 335, Nr. 1, 2021, S. 173–194, doi:10.1002/jez.2414.
- Martha M. Muñoz: The Bogert effect, a factor in evolution. In: Evolution. Band 76, Nr. S1, 2022, S. 49–66, doi:10.1111/evo.14388.
- Martha M. Muñoz, Luke O. Frishkoff, Jenna Pruett und D. Luke Mahler: Evolution of a Model System: New Insights from the Study of Anolis Lizards. Review-Artikel in: Annual Review of Ecology, Evolution, and Systematics. Band 54, 2023, S. 475–503, doi:10.1146/annurev-ecolsys-110421-103306.